# Senapati
Senapati är ett distrikt i Indien.   Det ligger i delstaten Manipur, i den östra delen av landet, 1 700 km öster om huvudstaden New Delhi. Antalet invånare är 479 148.
Följande samhällen finns i Senapati:
- Kāngpokpi